# Dhahac
Dhahac es el monarca más antiguo que señalan las tradiciones persas, pues, según ellas, reinó sobre todo el mundo diez años después del Diluvio. Añaden estas tradiciones que pertenecía a la raza Cham y que de sus espaldas y cabeza se elevaban dos excrecencias carnosas en forma de dragones o serpientes que recordaban a los adornos de los Faraones.
Dhahac era cruel y sanguinario, por lo que a los largos años de su reinado, que fueron unos ochocientos, en castigo de sus crímenes, le cayeron las carnosidades dejando en su lugar dos grandes llagas. Soñó entonces que sus dolores se calmarían aplicándoles cerebros humanos, por lo que al día siguiente hizo matar a un hombre y se aplicó el remedio que le produjo alguna mejoría, por lo que decretó que sus vasallos le dieran un tributo de dos hombres por día (lo que recuerda la leyenda del Minotauro), lo cual duró doscientos años, hasta que un día sus esbirros cogieron dos jóvenes, hijos de un herrero de Ispahán, llamado Cavach, el cual, al saber que habían sido sacrificados, levantó al pueblo, que expulsó al tirano, el cual fue depuesto y asesinado, proclamando al herrero Afraciab como rey, a cuyo favor se sublevaron todas las ciudades de Persia, y fue el fundador de la primera dinastía persa conocida.